# Sidecar (cocktail)
Ne doit pas être confondu avec Side-car.
Un sidecar est un cocktail officiel de l'IBA, à base de cognac, Cointreau, et jus de citron.

## Histoire
Les plus anciennes publications connues de ce cocktail apparaissent avec les guides des cocktails How to mix them, de 1922, de Robert Vermeire, et Harry of Ciro's ABC of Mixing Cocktails, de 1923, du barman écossais Harry MacElhone (en) (entre autres barman puis patron du Harry's New York Bar de Paris). Ces deux guides présentent cette recette comme une création du barman McGarry, du Buck's Club (en) de Londres,. 
Le barman Frank Meier, du prestigieux Bar Hemingway du palace Ritz Paris, rend alors ce cocktail célèbre en 1923, sous le nom Ritz Sidecar (en),. En 2017, Colin Peter Field (en), barman du même palace, fait de ce cocktail « le plus cher du monde » du Livre Guinness des records, avec une version à €420 - puis à près de € 1500 - préparées avec un cognac « Ritz Fine Champagne » de 1865,,,,.

## Ingrédients
Recette officielle de l'IBA :
- 5 cl de cognac (ou d'Armagnac, ou de brandy)
- 2 cl de Cointreau (ou de Grand Marnier, ou de curaçao, ou de triple sec)
- 2 cl de jus de citron

Frappez les ingrédients avec de la glace dans un shaker. Filtrez le tout dans un verre à cocktail réfrigéré. Décorez avec un bord de verre sucré et une tranche ou un zeste d'orange ou de citron.

## Variantes

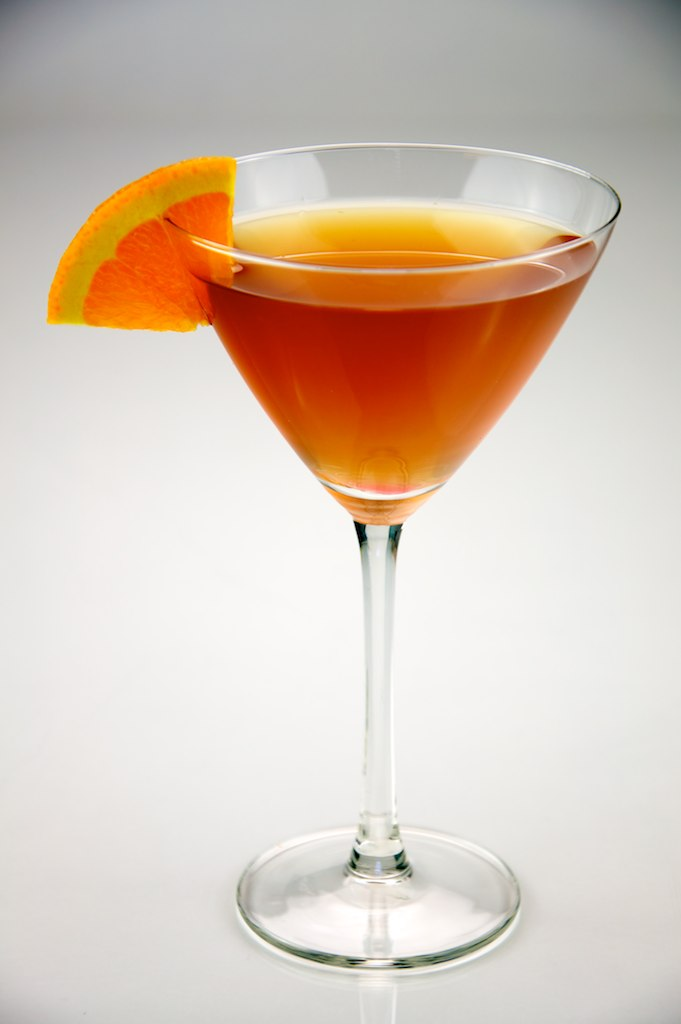

- Ritz Sidecar (en), du Bar Hemingway du palace Ritz Paris.
- Honey Sidecar, avec de liqueur de miel et bénédictine.
- Brandy daisy (en), avec du rhum.
- Between the Sheets, avec du rhum.
- Chicago, avec du champagne.
- Cosmopolitan, avec de la vodka.
- French Connection, avec de l'Amaretto.
- Mai Tai, avec du rhum.
- Margarita, avec de la tequila.
- White Lady, avec du gin.